# Karboanhydras

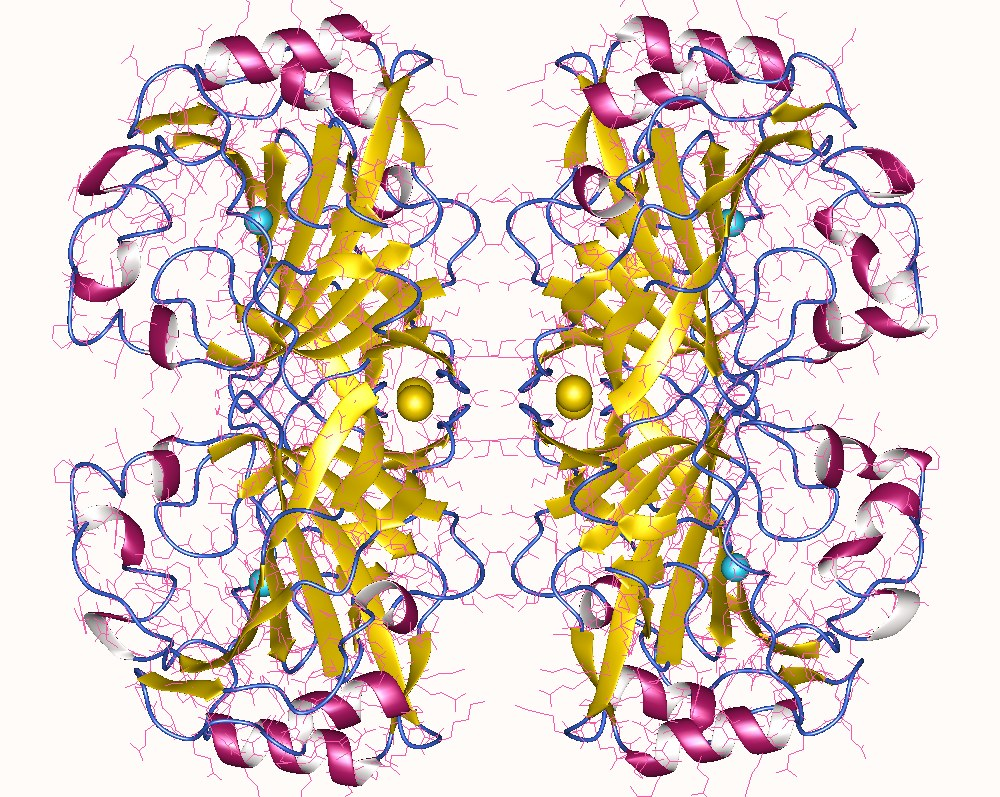
Karboanhydras homotetramer, Thermovibrio ammonificans

Karboanhydras (eller karbanhydras) är ett metalloenzym, som i levande organismer katalyserar jämviktreaktionen mellan kolsyra och koldioxid enligt följande:
{\displaystyle {\rm {CO_{2}+H_{2}O\rightarrow ^{Karboanhydras}H_{2}CO_{3}}}}
{\displaystyle {\rm {H_{2}CO_{3}\rightarrow ^{Karboanhydras}CO_{2}+H_{2}O}}}
En Zn2+-jon är koordinerad till karboanhydrasets aktiva yta och är nödvändig för reaktionens aktivitet. Denna jon kan bytas ut mot en Co2+-jon, vilket leder till att aktiviteten minskas med omkring 80%.